# Charinus quinteroi
Espèce
Synonymes
- Tricharinus guianensis Quintero, 1986
- Charinus guianensis (Quintero, 1986) nec (Caporiacco, 1947)
- Charinus quinteroi Giupponi & Baptista, 2003

Charinus quinteroi est une espèce d'amblypyges de la famille des Charinidae.

## Distribution
Cette espèce se rencontre au Suriname et au Guyana.

## Description
La carapace de Charinus quinteroi mesure en moyenne 2,08 mm de long sur 2,72 mm.

## Systématique et taxinomie
Cette espèce a été décrite sous le protonyme Tricharinus guianensis par Quintero en 1986. Elle est placée dans le genre Charinus par Weygoldt en 2000. Le nom Charinus guianensis (Quintero, 1986) étant préoccupé par Charinus guianensis (Caporiacco, 1947), elle est renommée Charinus quinteroi par Weygoldt en 2002.

## Étymologie
Cette espèce est nommée en l'honneur de Diomedes Quintero Arias.

## Publications originales
- Weygoldt, 2002 : « Amblypygi. » Amazonian Arachnida and Myriapoda: identification keys to all classes, orders, families, some genera, and lists of known terrestrial species, Pensoft Series Faunistica, Pensoft, Sofia-Moscow, no 24, p. 293-302.
- Quintero, 1986 : « Revision de la clasificacion de amblypygidos pulvinados: creacion de subordenes, una nueva familia y un nuevo genero con tres nuevas especies (Arachnida: Amblypygi). » Proceedings of the Ninth International Congress of Arachnology, Panama 1983, Smithsonian Institution Press, p. 1-333.